# Ortiz (Venezuela)
Ortíz é um município da Venezuela localizado no estado de Guárico.
A capital do município é a cidade de Ortíz.